# Akkadzeit
Als Akkadzeit bezeichnet man eine Epoche in der Geschichte des Alten Orients. Sie dauerte nach mittlerer Chronologie von 2340 bis 2200 v. Chr. und ist nach dem in diesem Abschnitt dominierenden Reich von Akkad benannt.

## Chronologie
Die Grundlage für die Definition der Akkadzeit ist die Herrschaft der akkadischen Dynastie. Durch die sumerische Königsliste sind die Reihenfolge der Herrscher (bis auf die Reihenfolge der Herrschaft von Maništušu und Rimuš) und die Länge der einzelnen Regierungszeiten  weitgehend gesichert. Erhaltene Urkunden mit Jahresnamen einzelner akkadischer Könige widersprechen diesen Daten nicht. Mit Herrschernamen beschriftete Objekte können auf diese Weise problemlos mit der Herrscherchronologie verbunden werden.
Sehr viel schwieriger ist die Verbindung von Grabungsbefunden und -funden mit dieser Chronologie. Weitgehend unbestritten ist, dass ein großes Maß an Kontinuität zur vorangehenden frühdynastischen Zeit besteht und dass eindeutig als akkadzeitlich zu bestimmende Elemente erst in die fortgeschrittene Akkadzeit (ab Narām-Sîn) zu datieren sind. In manchen Bereichen (z. B. Keramik) bereitet die Definition eindeutig akkadzeitlicher Elemente bis heute größere Schwierigkeiten.

## Geschichte
In der Akkadzeit entsteht in Vorderasien erstmals ein überregionaler Staat, dessen Herrscher ganz Mesopotamien beherrscht und die angrenzenden Gebiete (Syrien, Westiran, Südostanatolien, Golfregion) dominiert haben. Dieses erste Weltreich und seine mächtigsten Könige behalten auch nach dem Untergang des Reiches einen hervorgehobenen Platz in der mesopotamischen Erinnerungskultur.
Die Akkadzeit begann mit dem Aufstieg von Sargon von einem Lokalfürst in Zentralmesopotamien zum Herrscher über den nördlichen Teil des mesopotamischen Schwemmlandes. Gleichzeitig schuf Lugalzagesi von Uruk durch mehrere erfolgreiche Feldzüge ein Konglomerat sumerischer Städte im Süden des Schwemmlandes. Aus der militärischen Auseinandersetzung zwischen Sargon und Lugalzagesi ging Sargon als Sieger hervor. Durch Feldzüge nach Nordwesten, angeblich bis zum „Zedernwald“ (vermutlich der Amanus) und zur Küste des Mittelmeeres und nach Osten, bis in das iranische Hochland, wurde das Reich erweitert. Seinen Inschriften zufolge hat Sargon die Reichshauptstadt Akkad selber gegründet. Diese am Tigris im Bereich der Diyala-Mündung, also bei Bagdad oder Samarra gelegene Stadt konnte bis heute nicht mit einem Fundort identifiziert werden. Als Reichsgründer wurde Sargon zur Hauptfigur zahlreicher Mythen und Erzählungen, wobei Originalquellen nur spärlich erhalten sind (s. den Artikel zu Sargon von Akkad).
Sargon hatte bis zum Fall des Reiches 6 Nachfolger: Maništušu, Rimuš, Narām-Sîn, Šar-kali-šarri, Dudu und Šudurul.
Das Akkaderreich betrieb eine ausgesprochene Expansionspolitik, die sich nacheinander Richtung Südmesopotamien, Nordmesopotamien und Elam richtete. Dabei sollen Sargon Vorstöße bis nach Kilikien gelungen sein. Das nördliche Mesopotamien und Syrien wurde jedoch erst von seinen Nachfolgern vollständig erobert, wobei erstmals für die Menschheitsgeschichte ein wirklich großes, einheitliches politisches Gebilde entstand. Die Herrscher über dieses Reich bezeichneten sich als šar kiššatim (König des Universums).
Dennoch war das Reich politisch instabil, was zu zahlreichen Aufständen vor allem unter Narām-Sîn führte. Dieser ließ sich erstmals als Herrscher vergöttlichen, nachdem er einige erfolgreiche Schlachten geschlagen hatte.
Um 2.100 v. Chr. ging das Akkaderreich unter und wurde nach einer kurzen Zwischenperiode durch das Reich der 3. Dynastie von Ur abgelöst.

## Klimaveränderung
In Nordmesopotamien (am Rand des Taurus und Zagros) fällt mit durchschnittlich ca. 350 mm Niederschlag/Jahr meist genug Regen, um Regenfeldbau betreiben zu können. In einer südlich anschließenden Zone ist Ackerbau nur in manchen Jahren möglich. In Zentral- und Südmesopotamien ist Landwirtschaft nur mit Bewässerung möglich. Um 2200 v. Chr. kam es offenbar im gesamten Vorderasien zu einer abrupten und lange andauernden Reduzierung des Niederschlags. Dadurch wurden weite Gebiete Nordmesopotamiens praktisch unbewohnbar. Viele Siedlungen in Nordmesopotamien wurden am Ende des 23. Jh. v. Chr. aufgegeben, wie archäologische Befunde nachweisen. Das wird generell zeitlich mit dem Untergang des Akkadischen Reiches in Verbindung gebracht. Diese Siedlungen wurden erst knapp 300 Jahre später im 19. Jh. v. Chr. wieder besiedelt.
Es gibt eine Reihe eindeutiger Belege für starke klimatische Veränderungen um 4200 BP. Maritime Sedimentproben aus dem Golf von Oman, die Staub aus Mesopotamien beinhalten, zeigen um 4025 ± 125 BP eine massive Zunahme der Dolomit- und Calcit Ablagerungen, was auf eine starke Dürre in Mesopotamien hinweist. Zeitlich genauer einzuordnende Untersuchungen von Stalagmiten aus dem Nordwest Iran zeigen eine auf von 4260 ± (40–70) BP bis 3970 ± (40–70) BP datierte starke Zunahme an Staubpartikeln aus Mesopotamien. Dieser Zeitrahmen passt sehr genau zu der Aufgabe und anschließenden Wiederbesiedlung vieler Orte in Nordmesopotamien. Wahrscheinlich wurden viele Siedlungen aufgegeben, da sie in Regionen lagen, die sehr anfällig waren für Dürren und sich auch schon vorher nur eingeschränkt für Landwirtschaft eigneten.
Zusätzlich zum Rückgang der Niederschläge, die sich auch in hohen Ablagerungen z. B. im Van-See nachweisen lassen, (fünffach höhere Staubkonzentration ab 2290 v. Chr.) kam es im Laufe des 3. Jahrtausend zu einer Versalzung der Böden aufgrund fehlender Drainagen (diese wurden erst im 1. Jts. v. Chr. eingeführt), wodurch die Erträge von Getreide, speziell vom salz-sensitiven Weizen, stark zurückgingen. Das kann einer der Gründe gewesen sein, warum Sargon seine neue Hauptstadt auf jungfräulichem, d. h. unversalzenem Boden völlig neu baute.
Wegen der abnehmenden Niederschläge kam es zu einer geringeren Wasserführung der Flüsse, was den Salzgehalt vom Norden bis zum Süden um das drei- bis fünffache erhöht hat.

## Landwirtschaft
Die Dominanz des Anbaus von Gerste und der Viehhaltung von Schafen und Ziegen setzte sich aus den vorangegangenen Epochen fort. Um die akkadische Herrschaft zu stabilisieren, wurden große Teile des ackerbaren Landes an die königsnahe Elite umverteilt. Davon profitierten Herrscherhaushalte, Tempel und die Haushalte der Funktionseliten. Dies geschah zu Ungunsten von lokalen Eliten eroberter Territorien, die in wenigen Fällen allerdings in das neue Herrschaftssystem integriert wurden, und zu Ungunsten von Bauernhaushalten. Der Landbesitz von Privatleuten scheint in der Akkadzeit generell seltener geworden zu sein. Insgesamt erhöhten sich die Abgaben und Fronleistungen, die die agrarische Bevölkerung für Eliten und Tempel zu erbringen hatte.

## Handel

Mesopotamien und Nachbargebiete im 3 Jt. v. Chr.

Die militärische Eroberung großer Gebiete und die damit verbundene Eingliederung in das akkadische Reich brachte diverse Änderungen des Handelssystems mit sich. Ebla und Mari waren vor der Akkadzeit wichtige Handelszentren in Syrien und Obermesopotamien. In beiden Städten brach mit der Eroberung der Handel zusammen.
Andererseits scheint der Handel im Persischen Golf an Bedeutung gewonnen zu haben, scheinbar stieg die Menge von gehandelten Metallen wie Kupfer und Bronze deutlich an. Über diesen Wasserweg erstreckte sich der Handel bis ins Industal (Meluḫḫa?), wovon diverse in Mesopotamien gefundene Fundstücke (v. a. Siegel der Indus-Kultur) zeugen.
In einer Inschrift Sargons heißt es:
„Sargon, König von Kiš, gewann 34 Belagerungen (gegen Städte) bis zum Rand des Meeres (und) schliff ihre Mauern. Er ließ die Schiffe aus Meluḫḫa, die Schiffe aus Magan (und) die Schiffe aus Dilmun am Kai Akkads vertäuen“
Innerhalb des Reichs wurden meist Produkte wie Wolle, Holz und Getreide gehandelt, wobei letzteres zusammen mit Silber das häufigste Zahlungsmittel darstellte.

## Kunst und Archäologie
In der materiellen Kultur lässt sich die Akkadzeit in verschiedenen Medien und Aspekten sehr unterschiedlich gut fassen. Während sich in Glyptik und Rundplastik ein gut erkennbarer akkadischer Stil herausbildet, ist es in anderen Bereichen (Keramik, Architektur) sehr schwierig, genuin akkadzeitliche Elemente zu definieren.
Darstellungen aus der späteren Akkadzeit unterscheiden sich jedoch von früheren Darstellungen durch anatomisch natürlicher wirkende Abbildungen. Auch die Motive ändern sich, was bei Kriegsdarstellungen wohl mit veränderten Taktiken und neuen Waffen in Verbindung zu bringen ist. Der berühmteste Fund dieser Zeit ist jedoch die Narām-Sîn-Stele aus Susa mit der Darstellung des vergöttlichten Herrschers.

### Glyptik

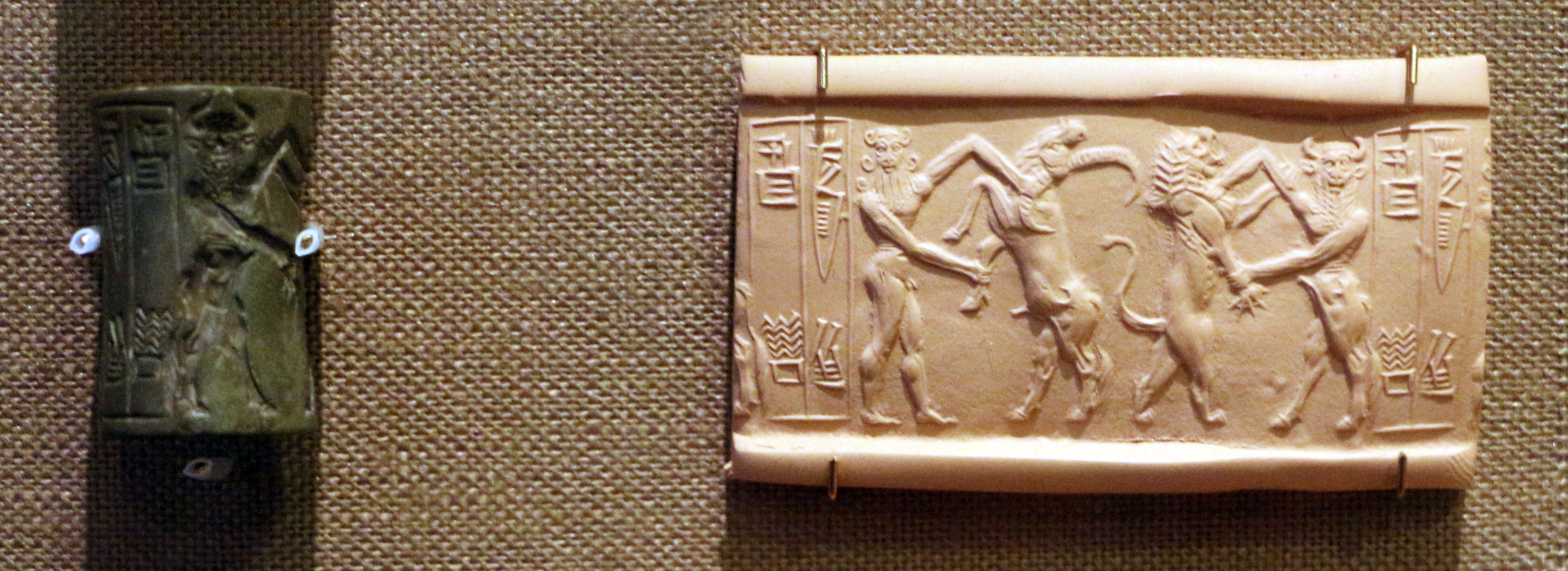
Akkadzeitliche Tierkampfszene. Das handwerkliche Können der Steinschneider zeigt sich hier beispielsweise an der detaillierten Ausarbeitung der feinen Gesichtszüge und des Körperbaus des menschengesichtigen Wisent

Das Darstellungsrepertoire der akkadzeitlichen Glyptik ist äußerst vielfältig. Die Darstellungen befinden sich fast ausschließlich auf Rollsiegeln. Ein beinahe vollständiges Verschwinden der Bankettszene, die in der Glyptik der frühdynastischen Zeit noch eine wichtige Rolle spielte, geht einher mit der Entstehung und Verwendung von, bis zu dieser Zeit nicht oder selten verwendeter Darstellungen auf Rollsiegeln in der Akkadzeit. Ein neues Motiv stellt die Einführungsszene bzw. Adorationsszene dar.

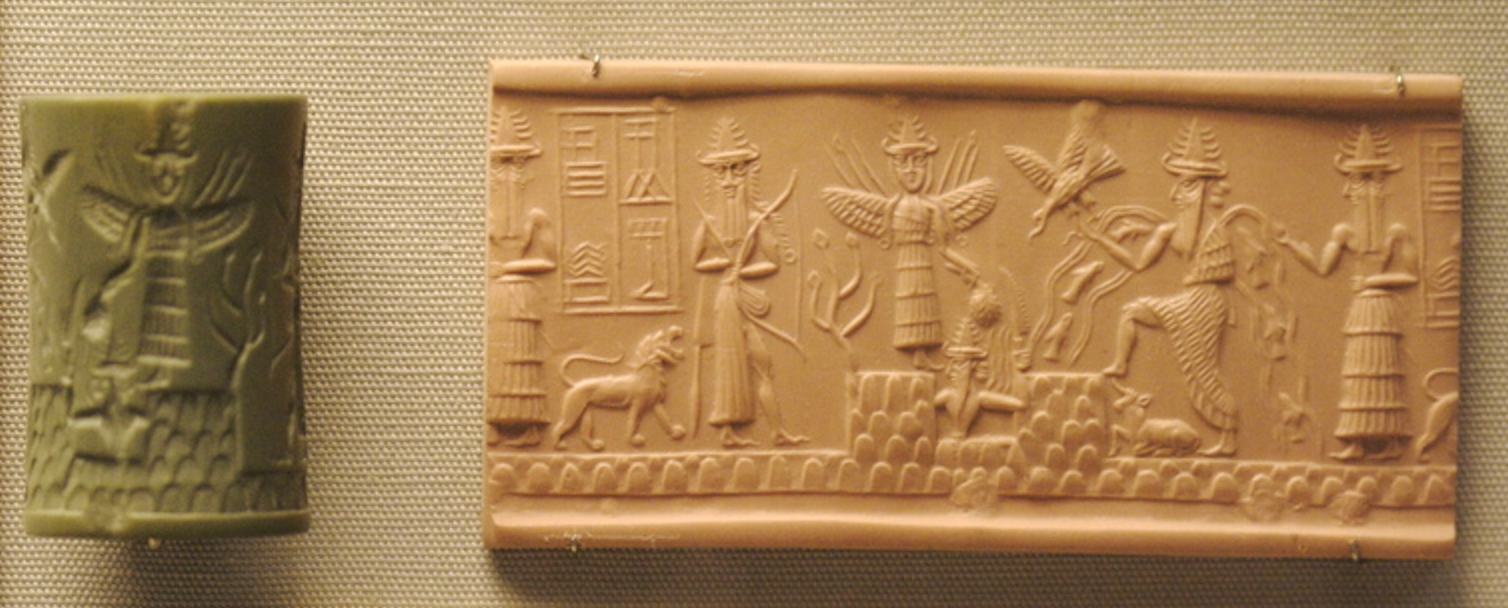
Siegel des Schreibers Adda. Das Siegel zeigt mittig den aus den Bergen empor steigenden Šamaš, darüber Ištar und rechts davon Ea, sumerisch Enki. British Museum

Anhand von datierbaren Siegeln mit Tierkampfszenen teilt Boehmer die Entwicklung der Glyptik in die Stufen Akkadisch I-III ein. Seine Stilstufe I datiert er in die Herrschaftszeit des Sargon, Akkadisch II in die Zeit seiner Söhne Rimuš und Maništušu und Akkadisch III in die Zeit von Naram-Sin und Šar-kali-šarri. Das Darstellungsrepertoire erreicht bereits in der zweiten Stufe seine größte Ausprägung. In der Endphase der Akkadzeit ist das handwerkliche Können der Steinschneider an seinem Höhepunkt angelangt, wovon viele qualitätvoll und detailliert gearbeitete Stücke zeugen. Die Tierkampfszene wurde aus der frühdynastischen Glyptik übernommen, in ihrer Form aber leicht abgewandelt und auch während der Akkadzeit weiterentwickelt. Sie zeigt in aller Regel den sogenannten Sechslockigen Helden, Stiermenschen, menschengesichtige Wisente, Löwen und/oder verschiedene Huftiere, meist Stiere, die paarweise auf ihren Hinterbeinen stehen und mit den Vorderbeinen oder Armen miteinander kämpfen.
Darstellungen von Götterkämpfen sind ebenfalls eine neue Entwicklung in der akkadischen Glyptik, hierbei kämpfen meist zwei oder drei Götter mit Waffen gegeneinander. Eine weitere Besonderheit ist zudem die Darstellung eines Schlangengottes, ebenso existieren einige Siegel mit landwirtschaftlichen Szenen.
Insbesondere der Sonnengott, aber auch der Wassergott Ea und die Göttin Ištar treten häufig in verschiedensten Szenenkompositionen in Darstellungen auf Rollsiegeln auf. Die kriegerische Ištar, gekennzeichnet durch die ihr aus der Schulter wachsenden Waffen, taucht in der Regel in Szenen mit weiteren Gottheiten auf. Ebenso der Wassergott, der in Adorations- und Einführungsszenen thront.

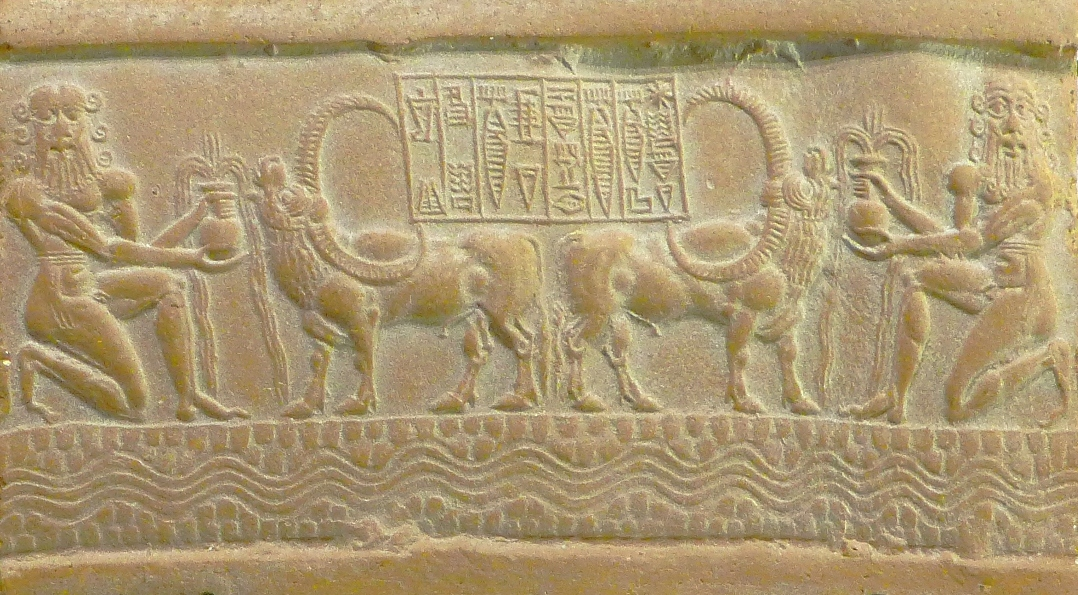
Moderne Abrollung des Siegels von Ibni-Šarrum, Schreiber des akkadischen Königs Šarkališarri mit der Darstellung des Sechslockigen Helden im Knielauf. Louvre

Die häufigste Szene, die den Sonnengott zeigt, stellt dabei jene dar, in der dieser aus Bergen emporsteigt. Zudem wird Šamaš häufig in Adorations- und Einführungsszenen als die thronende Gottheit dargestellt. Weiterhin wird er auf dem sogenannten Götterboot gezeigt, es besteht aus dem länglich geformten und gebogenen Körper eines Gottes, dessen Kopf und Oberkörper den vorderen Bootsteil darstellen. Die Götter werden ebenso gemeinsam in Szenen abgebildet. Viele der akkadischen Rollsiegel tragen in die Darstellungen integrierte akkadische Inschriften einer oder zwei Kolumnen. In Tier- oder Götterkampfszenen ist die Inschrift in der Regel zwischen kämpfenden Paaren angelegt, in Einführungs- und Adorationsszenen hinter dem Rücken der thronenden Gottheit. Die Inschrift erstreckt sich hier meist über die gesamte Höhe der Siegeldarstellung, kann sich aber auch über der dargestellten Szene befinden und dann nur die Hälfte der Höhe einnehmen. Die Inschriften nennen, wie bereits in frühdynastischer Zeit zu beobachten, den Namen des mutmaßlichen Siegelbesitzers und dessen Funktion, einige wenige tragen jedoch auch Namen von akkadischen Königen.
Die Rollsiegel bestehen aus Stein, wie beispielsweise Kalk- oder Sandstein, sowie aus Schmuckstein, wie beispielsweise Onyx, Lapislazuli, seltener Achat oder Karneol oder auch aus durch Erhitzung gehärtetem Speckstein.

### Rundplastik
Mit der Entstehung des Reiches von Akkad ist in der Rundplastik in nur kurzer Zeit eine deutliche Veränderung zu beobachten. Diverse Neuerungen führten zu einem bis dahin unbekannten Realismus, welcher die Statuen lebendiger, beweglicher und natürlicher wirken lässt. Rundbilder nehmen erstmals monumentale Züge an.
Die wichtigsten dieser Neuerungen waren wohl zum einen ein neu aufkommendes Verständnis von anatomischen Details und deren Reproduktion in Stein und Kupfer. Zudem haben die Bildhauer unter Maništušu erstmals Rundplastiken aus hartem Diorit angefertigt, welcher durch Politur eine elegantere und lebendiger wirkende Optik bietet als der vorher, in der frühdynastischen Zeit, bevorzugte Kalkstein. Auch die Darstellung der Gewänder wird in gewisser Weise revolutioniert. Erstmals werden Falten ausgefertigt, welche in wiederholenden kleinen und kontrollierten Mustern dargestellt werden. So erscheint das Gestein fast weich, wie etwa Wolle und steht somit im Kontrast zu der ansonsten glatten und harten Oberfläche des Diorits. Durch diese Falten entsteht auch ein Wechselspiel zwischen Licht und Schatten, welches die Statue lebendiger erscheinen lässt.
Auch das Wachsausschmelzverfahren wurde weiter optimiert, weswegen es erst möglich wurde Stücke wie den Akkadischen Kupferkopf aus Niniveh oder andere vergleichbare Stücke herzustellen.
Die akkadischen Könige ließen Rundplastiken in allen Zentren des Reiches sowohl als Weihestatuen, aber auch als Zeichen ihrer Macht aufstellen und verbreiteten somit ihre Ideale in allen Teile ihres Einflussgebiets. In Akkad gab es vermutlich eigene Werkstätten, welche sich auf die Darstellung der Herrscher in Rundplastiken spezialisierten.
Besonders die Hauptstadt des Reiches, Akkad, muss besonders reich mit solchen Statuen ausgestattet gewesen sein. Zwar wurde diese bis heute nicht entdeckt, ein Indiz für eine prächtige Ausstattung ist jedoch die 1897 von einer französischen Expedition unter Jacques de Morgan in Susa entdeckte Beute, welche die Elamier nach deren Sieg über Akkad machten und nach Susa brachten. Diese hat vor allem viele Fragmente von akkadischen Rundplastiken enthalten.
Mit dem Zerfall des Reiches von Akkad verschwanden die Besonderheiten der akkadischen Rundplastik.

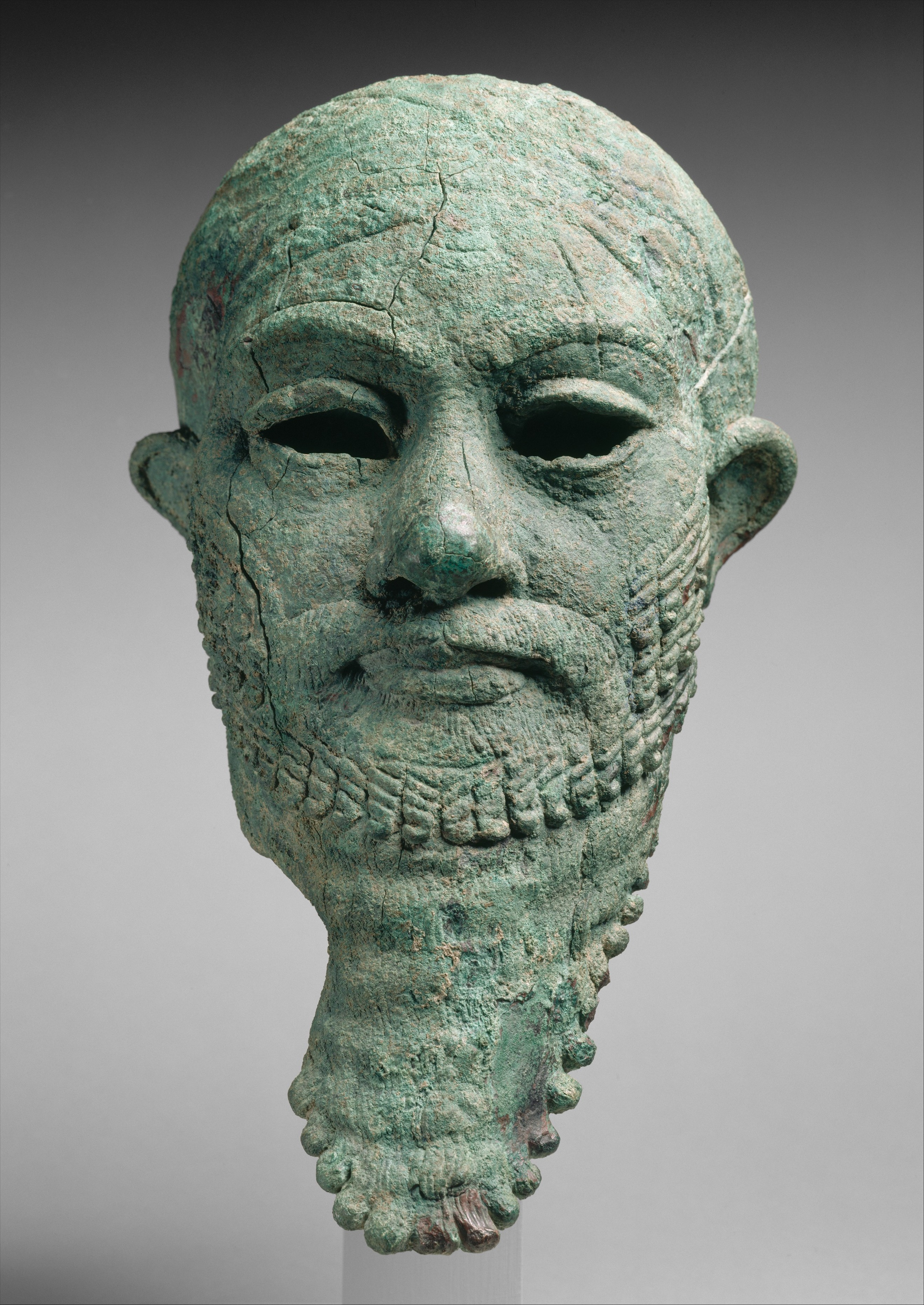
Im Wachsausschmelzverfahren gefertigter Kupferkopf eines akkadischen Herrschers (ca. 2300–2000 v. Chr.)
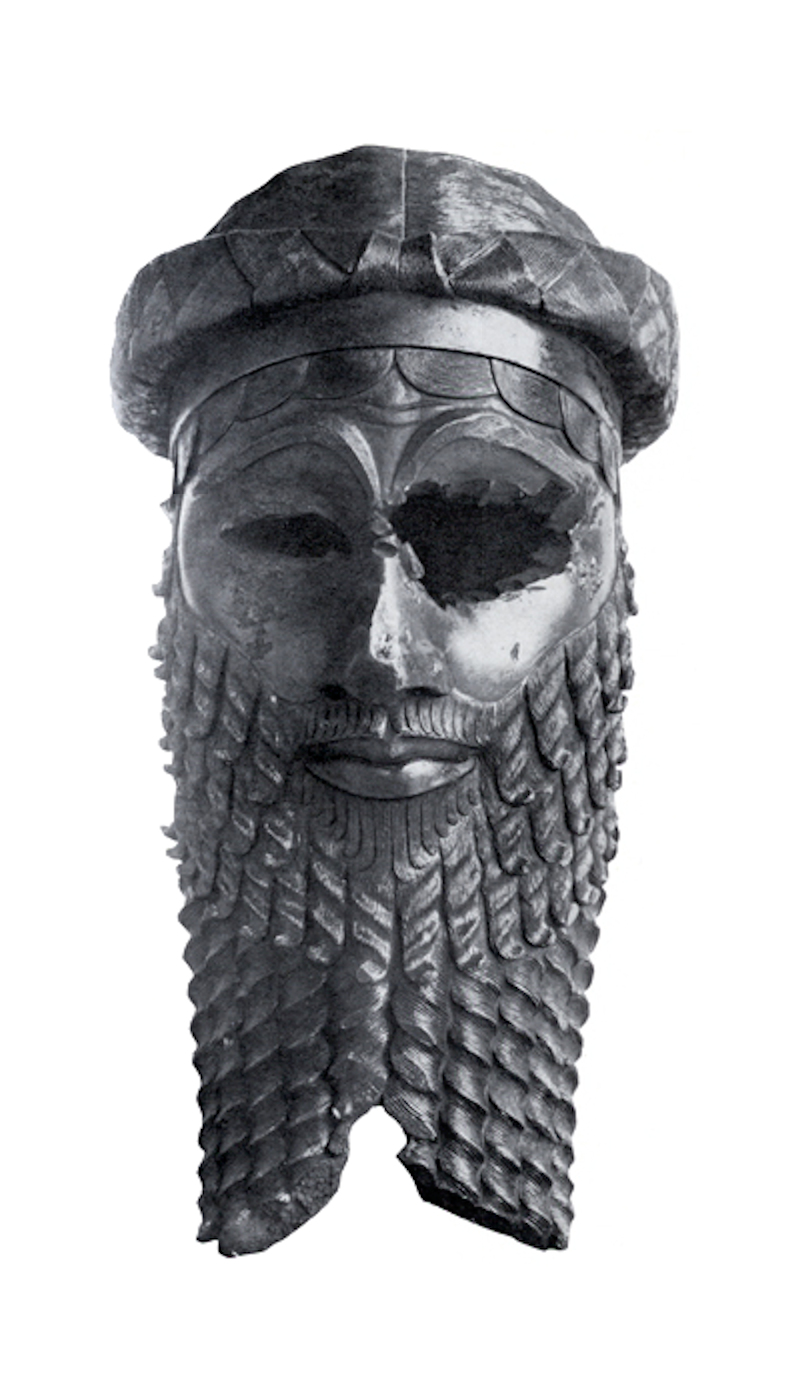
Im Wachsausschmelzverfahren gefertigter Kupferkopf eines akkadischen Herrschers (ca. 2250 v. Chr.), gefunden in Niniveh
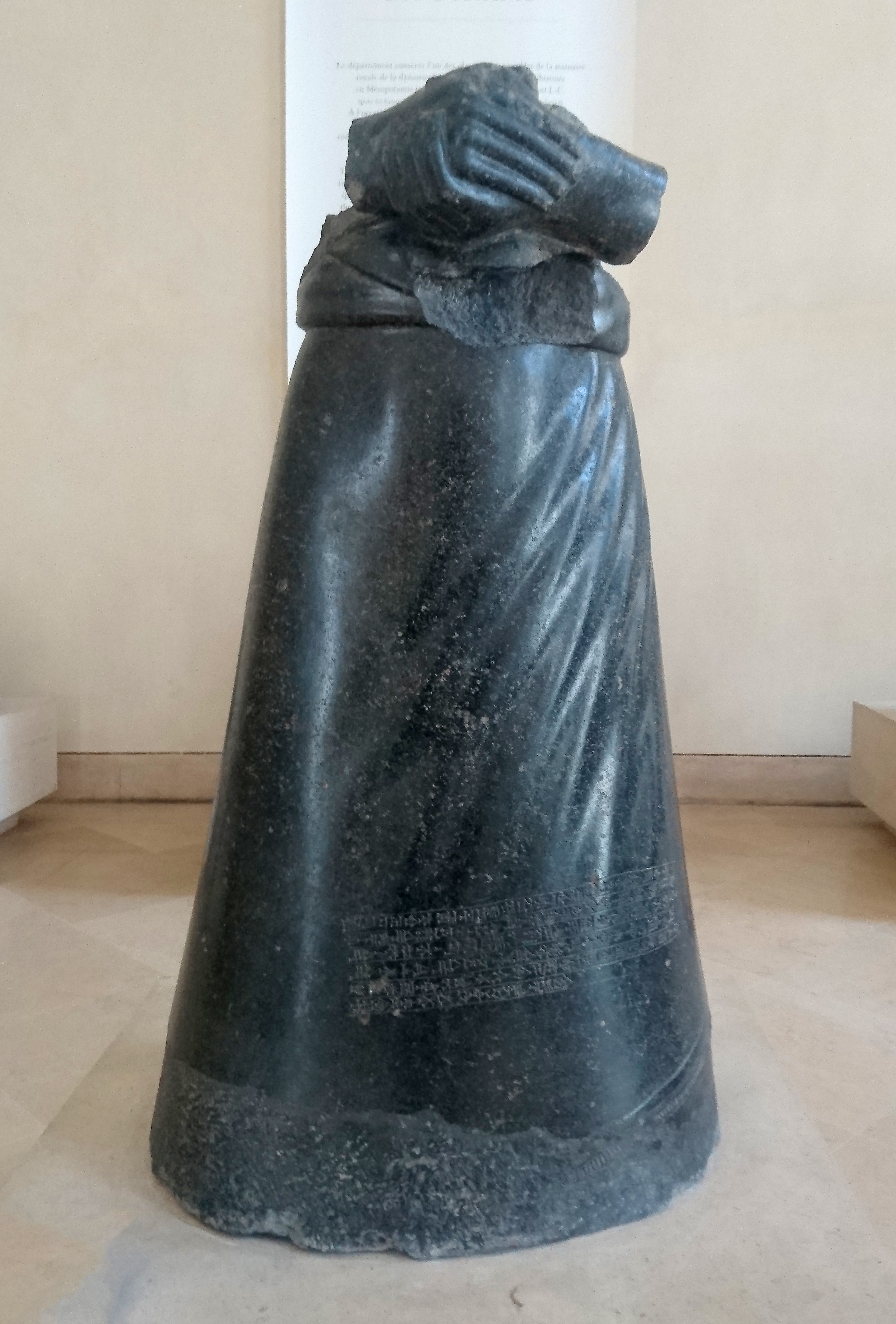
Untere Hälfte einer Dioritstatue des Maništušu (2300–2250 v. Chr.), gefunden in Susa.
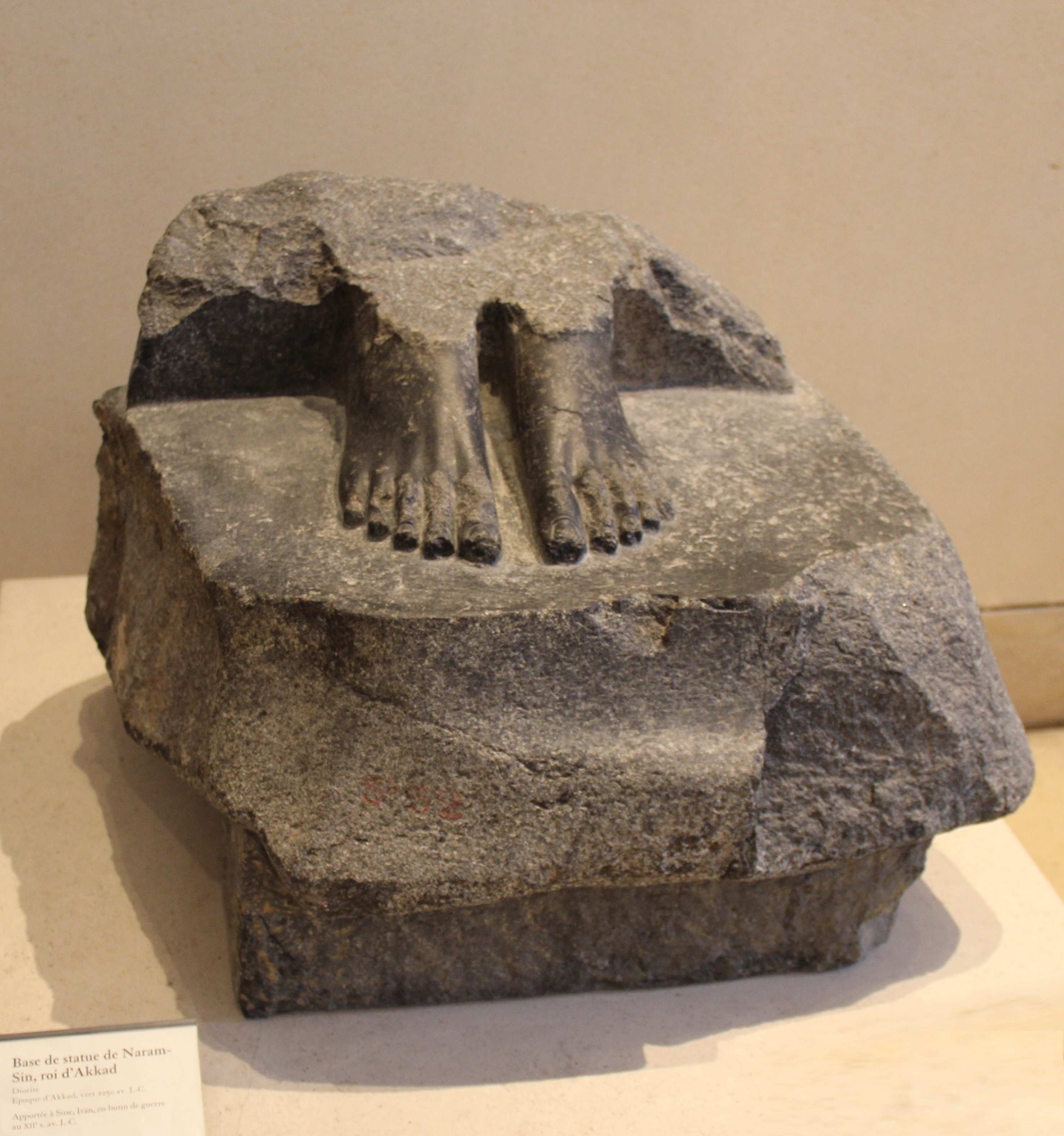
Dioritbasis einer Statue einer männlichen Figur (ca. 2250 v. Chr.), gefunden in Susa

### Architektur und Siedlungsstrukturen
Die Siedlungsstrukturen der Akkadischen Zeit sind schwer zu fassen, denn es ist in der Regel kein Bruch gegenüber den schon bestehenden Siedlungsformen zu erkennen. Auch ist die Keramik der Akkad-Zeit nur schwer von der älteren zu unterscheiden, was das Auseinanderhalten der Siedlungsschichten stark negativ beeinflusst.
So weisen an verschiedenen Standorten (genannt wurden Tell Asmar und Nippur) in Süd-Mesopotamien die Wohnviertel eine natürlich gewachsene Struktur auf. Die Häuser sind in unterschiedlichen Größen angelegt, manche besitzen einen Hof, und sie sind direkt aneinander angebaut. Die Häuser unterscheiden sich grundsätzlich nicht von denen der vorangehenden Epoche. Auch die Straßen sind ohne erkennbare Regelmäßigkeit angelegt. Es ist keine rigide Planung erkennbar.

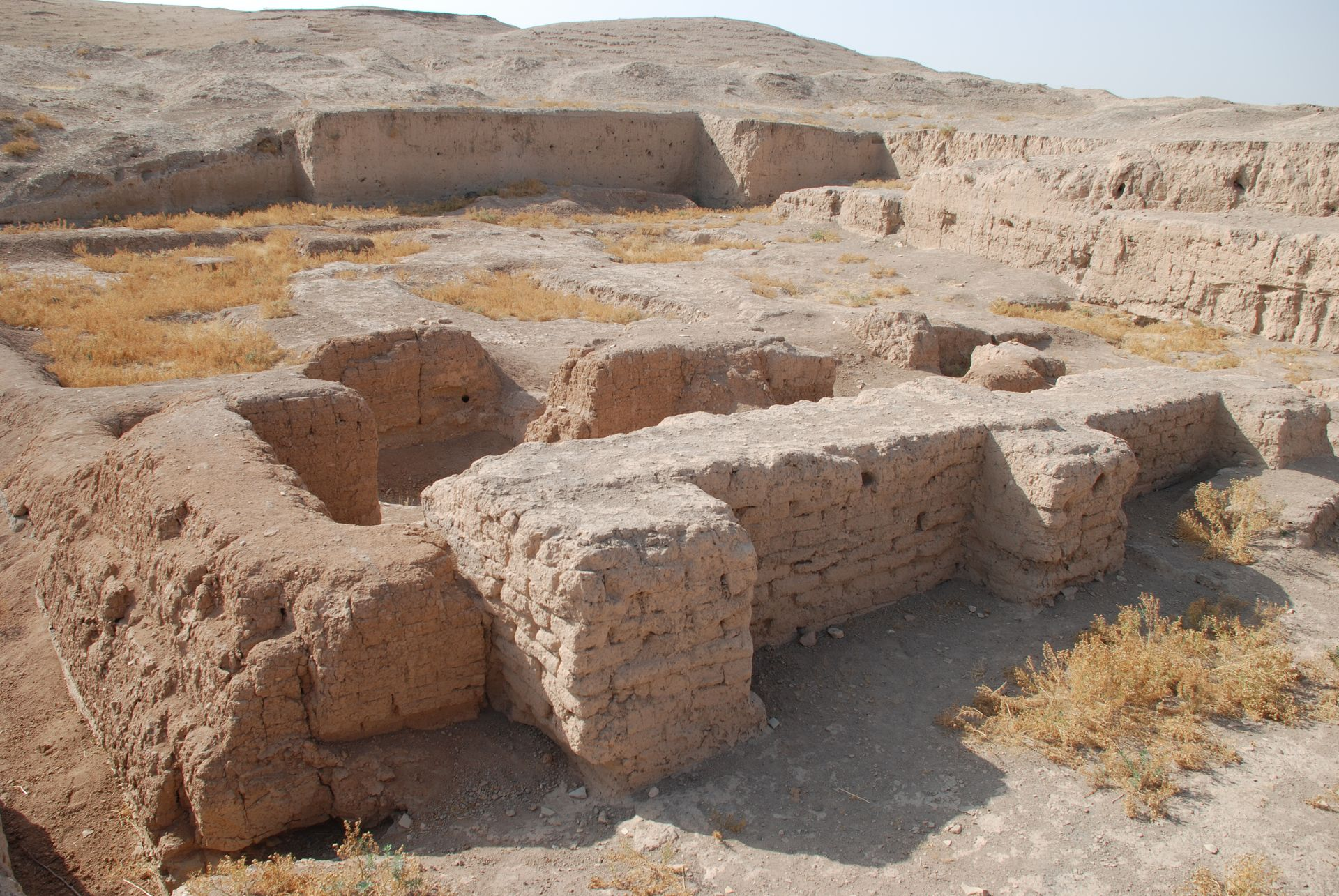
Ansicht des Naramsin-Palastes in Tell Brak

Ausgegrabene nicht-private Bauwerke der Akkadzeit sind spärlich. Die wenigen Bauten, die man der Akkadzeit zuordnen konnte, befinden sich hauptsächlich im nördlichen Mesopotamien, im Gebiet des heutigen Syrien. Im Kerngebiet des akkadischen Reiches fanden Archäologen nur wenige akkadische Gebäude. Anhand von Inschriften auf den Bauziegeln und der Ziegeltechnik konnte man die Bauwerke als akkadisch identifizieren.
In Tell Brak fand Max Mallowan ein festungsartiges Gebäude, das als Palast oder als Verwaltungsgebäude identifiziert wurde. Der ein Hektar große, quadratische Palast wurde von Naram-Sin erbaut. Auf Ziegeln fand man den Namen des Herrschers als eingestempelte Inschrift vor. Der quadratische Hof in der Mitte des Palastes schließt an weitere Höfe und Räume an. Nicht nur die Bauweise des Palastes erinnert an eine Festung, sondern auch die massiven, äußeren Wände. Vermutlich handelte es sich eher um eine Art Arsenal als einen Residenzpalast.
Ein weiteres akkadisches Gebäude befindet sich in Tell Asmar. Der sogenannte Nordpalast besitzt trotz seines Namens keinen Thronsaal und dürfte eher ein Werkstattgebäude gewesen sein. Eine Besonderheit stellen hier eine Reihe von Räumen dar, die an ein aufwändiges Abwassersystem angeschlossen sind.